# Kreatív írás
A kreatív írás az angol "creative writing" kifejezés tükörfordításként az írásnak a tudományos és egyéb szakírás keretein túlmutató fajtáit jelenti, magyarul jellemzően fontos  szépirodalmi mellékértelemmel. Az elnevezés ebben a formában leginkább egy speciális, oktatható tantárgyra vagy tantárgyak összességére vonatkozik, amelyek célja az önálló irodalmi vagy az irodalom határterületeivel érintkező, publikálásra szánt alkotások létrehozására való felkészülés. A kategóriában fikciós és nem fikciós, elbeszélő, drámai és költői művek, valamint esszék és az újságírás egyes irodalmi műfajai is beletartoznak. Az oktatás során általában elbeszélő és költői területre oszlik, a tanulók saját stílusának és látásmódjának kialakítását szem előtt tartva. Mivel a kreatív írás eredeti alkotások létrehozásra készít fel, oktatása a hagyományos egyetemi irodalomtudományos képzésekkel ellentétben kortárs fókuszú és gyakorlatorientált. 

## A kreatív írás története
A klasszikus humán gimnáziumi képzés során a 18. és 19. században a diákok rendszerint olyan képzésben is részesültek, amelyeket ma bízvást a kreatív írás körébe sorolhatunk, ennek a gyakorlatnak köszönhetjük például Csokonai Vitéz Mihály vagy Berzsenyi Dániel egyes verseinek első változatait. Ugyancsak a kreatív írás körébe sorolhatók Négyesy László nevezetes stílusgyakorlat szemináriumai, amelyeken a Nyugat első nemzedékének olyan jelentős képviselői vettek részt, mint Babits Mihály, Kosztolányi Dezső  vagy Juhász Gyula.

## A kreatív írás ma
Az intézményes kreatív írás képzés közvetlen előzményei a rendszerváltás előtti évtizedekben indultak meg Magyarországon, jellemzően műfordítási szemináriumok formájában. Ezek közé tartoznak Kardos László és Géher István kurzusai, mindenekelőtt pedig Lator László évtizedeken át az ELTE Bölcsészettudomány Karán majd az Eötvös József Collegiumban tartott nevezetes szemináriuma. Az első rendszeres kreatív írás képzés a Pázmány Péter Katolikus Egyetem bölcsészkarán indította Lackfi János és Vörös István. Fontos szerepe volt és van évtizedek óta mindmáig a középiskolás nemzedékek ilyen irányú képzésében a Diákírók és Diákköltők sárvári Találkozójának. Az akadémiai rendszeren kívül egyes intézmények is folytatnak ilyen tevékenységet, mint például a Kárpát-medencei Tehetséggondozó Előretolt Helyőrség Íróakadémája, a Független Mentorhálózat vagy a Műút folyóirat Szöveggyár elnevezésű tábora. Egyes írók és költők – mint például Péterfy Gergely – akár magánemberként is tartanak kreatív írás tanfolyamokat, illetve kurzusokat.
A hazai egyetemi rendszerben különböző képzési formákban oktatják, például diplomásoknak szakirányú továbbképzésként a Miskolci Egyetem Bölcsészettudományi Karán vagy az ELTE-n Kreatív írás minor szakként.

## Képzési helyek
- ELTE
- Miskolci Egyetem
- Károli Gáspár Református Egyetem
- Pázmány Péter Katolikus Egyetem Archiválva 2021. december 18-i dátummal a Wayback Machine-ben
- Kodolányi János Egyetem
- Szegedi Tudományegyetem
- Nyíregyházi Egyetem